# Hoploclonia apiensis
Hoploclonia apiensis är en insektsart som beskrevs av Bragg 1995. Hoploclonia apiensis ingår i släktet Hoploclonia och familjen Heteropterygidae. Inga underarter finns listade i Catalogue of Life.